# Rosaleda de la abadía de Chaalis
La Rosaleda de la abadía de Chaalis en francés: Roseraie de l'abbaye de Chaalis, es una rosaleda de unas 3 hectáreas de extensión, que está en Fontaine-Chaalis Francia.

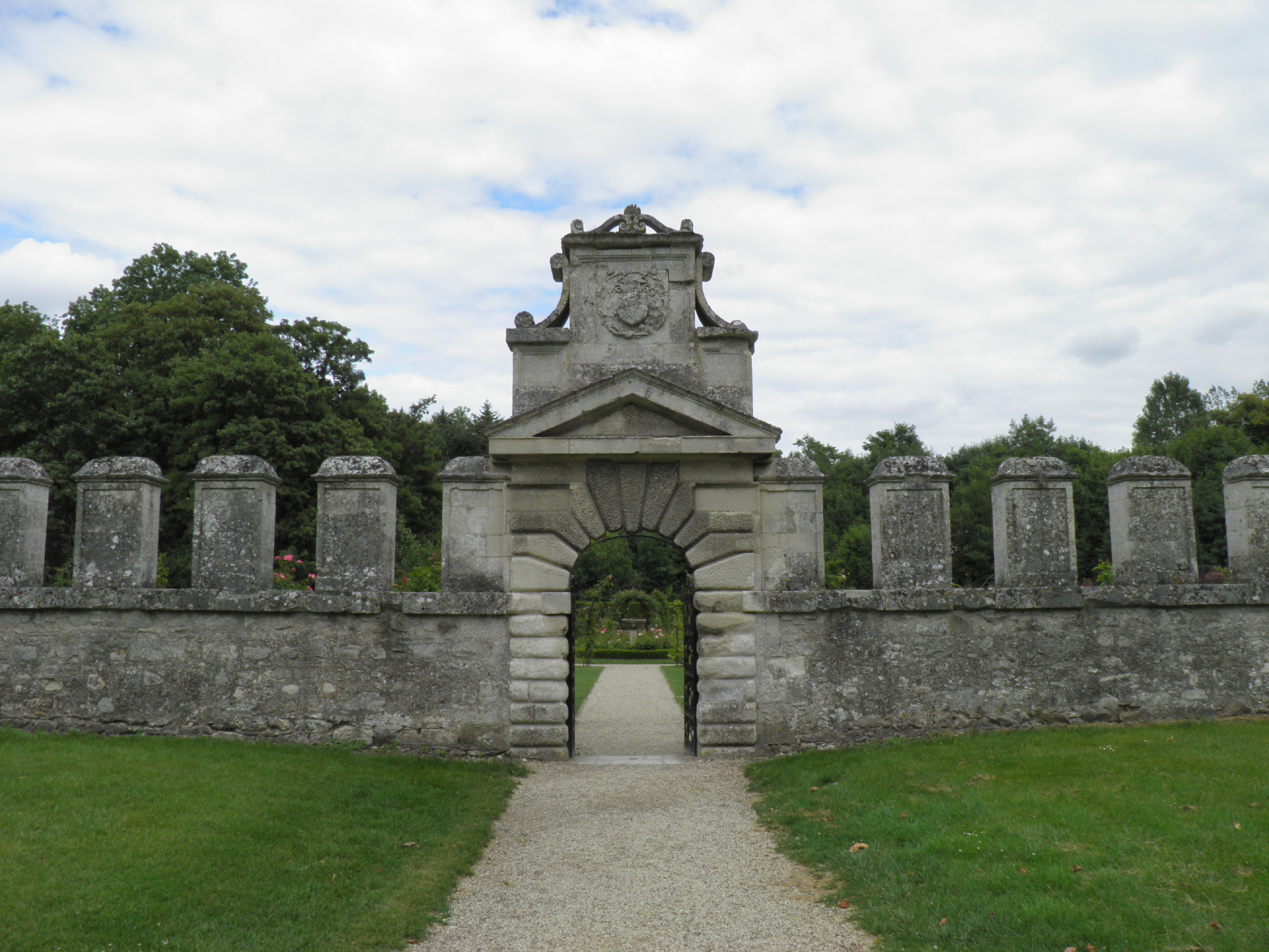
Puerta de entrada a la rosaleda obra atribuida al arquitecto Sebastiano Serlio.

## Localización
La rosaleda se encuentra en el departamento de Oise, junto a las ruinas de l'abbaye de Chaalis.
Roseraie de l'abbaye de Chaalis, Fontaine-Chaalis, département du Oise, Picardie, France-Francia.
Planos y vistas satelitales.49°08′51″N 2°41′12″E / 49.14750, 2.68667

## Historia
La abadía de Chaalis fue fundada en 1136 por Luis VI de Francia. Previamente había sido un monasterio benedictino en el mismo lugar.
El monasterio fue vendido y demolido durante la Revolución Francesa pero la mayoría de los edificios estaban ya en un estado ruinoso años antes gracias a la mala gestión por parte del  abad comendador. Entre las ruinas, sobrevive intacta una capilla con importantes frescos obra de Francesco Primaticcio.
El primer jardín del que se tiene noticias pertenecía a la época de Hippolyte d'Este. Se construyó el cementerio de los monjes y una gran muralla almenada, abierta por una puerta monumental franqueada por sus escudos de armas. Este muro es el trabajo de arquitecto italiano Sebastiano Serlio.
El abad-Cardenal mandó construir en su interior una pérgola y un aviario. En el  siglo  XIX, el espacio sirve como un jardín de flores. Se restablece gradualmente en 1998 por el arquitecto paisajista André Gamard una rosaleda.
Con una extensión de 3500 m², que tiene la forma de un jardín con cuatro cuadros. En la actualidad alberga un centenar de variedades de rosas de las cuales cincuenta son Escaladores y varios clematis. La cuenca central del periodo del Renacimiento se instaló gracias a la pintora y coleccionista de arte Nélie Jacquemart·.

## Colecciones
La rosaleda alberga unas 100 variedades cultivares de rosas, que se presentan agrupadas en cuatro cuadros:
- Rosas antiguas de jardín,
- Rosas gallicas
- Rosas híbrido de té
- Rosas modernas de jardín.